# Pyon Song-gyong
Dans ce nom coréen, le nom de famille, Pyong, précède le nom personnel Song-gyong.
Pyong Song-Gyong, est une pongiste nord-coréenne née le 24 juin 2001. Elle a fait partie de la délegation de la Corée du Nord aux JO de Paris 2024.

## Biographie
Elle s'est distinguée en remportant une médaille de bronze par équipe aux Championnats du monde juniors en 2019 et en atteignant les quarts de finale en double. En 2022, elle a participé aux Jeux asiatiques à Hangzhou, où elle atteint les quarts de finale en simple féminin, affrontant la Chinoise Sun Yingsha, alors numéro un mondiale, et réussissant à lui prendre une manche.
Elle a également participé aux Jeux olympiques de la jeunesse 2018 à Buenos Aires, réalisant des performances remarquables en battant des adversaires mieux classés. Toutefois, elle est éliminée en 8e de finale par Sun Yingsha, qui remporte le tournoi. Cette performance entraîne sa sélection aux championnats du monde junior se déroulant 1 an plus tard.
En 2024, à l’occasion des Jeux olympiques d'été, elle participe au tableau du simple dames où elle se classe 5e après avoir été battue par la Japonaise Hina Hayata, tête de série n°3 et future médaillée de bronze. Elle remporte le 1er tour face à la Hongkongaise Doo Hoi Kem (4-1) puis le 2e tour 4 manches à 3 face à la médaillée des championnats d’Europe Nina Mittelham avant de battre en 8e de finale la tête de série numéro 6 du tournoi, Adriana Díaz, multi-médaillée panaméricaine.

## Style de jeu
Son style de jeu est offensif et elle utilise une prise de raquette de type « orthodoxe » de la main droite, et non porte-plume.

## Palmarès

### 2019
- Demi-finaliste des championnats du monde junior en équipe dame

### 2022
- Quart de finaliste des Jeux asiatiques en simple dame

## Liens Externes
- Ressources relatives au sport :   - CIO
  - Fédération internationale de tennis de table
- www.olympedia.org/athletes/2505784